# Eric Johansson-Umedalen
Eric Johansson-Umedalen (Suecia, 10 de febrero de 1904-22 de febrero de 1972) fue un atleta sueco especializado en la prueba de lanzamiento de martillo, en la que consiguió ser subcampeón europeo en 1946.

## Carrera deportiva
En el Campeonato Europeo de Atletismo de 1946 ganó la medalla de plata en el lanzamiento de martillo, llegando hasta los 53.54 metros, siendo superado por su paisano sueco Bo Ericson (oro con 56.44 metros) y por delante del británico Duncan Clark.